# カキシメジ
カキシメジ（柿占地・柿湿地、学名: Tricholoma kakishimeji）はハラタケ目キシメジ科キシメジ属の中型のキノコ。おいしそうに見える毒キノコとして特に中毒例が多く、傘は褐色で湿っていると粘性があり、白色のヒダに褐色のシミができるのが特徴。和名の由来は、シメジに似ていて柿のような色をしていることにちなむ。地方名はオショウモタシ（東北地方）、カキモタセ（新潟）、コノハシメジ（青森、秋田）、マツシメジなど。
従来の学名は Tricholoma ustale (Fr. : Fr.) Kummer であったが、下記の塩基配列解析の結果否定された。この種の種小名はラテン語で「焦げた」を意味し、英名と共にキノコ自体の褐色にちなむ
。ただし、2021年の学名変更から時間が経っていないため、日本の書籍やホームページにはこの学名が多く用いられている。

## 分布・生態
北半球の温帯に分布する。類似種の T. ustale は、ヨーロッパ、北米で見られる。以下では、日本産の広義の「カキシメジ」について解説する。
外生菌根菌（菌根性・共生性）。初秋から晩秋にかけて、クヌギ、コナラ、シラカシ、ブナ、ミズナラといった広葉樹やマツなどの針葉樹、これらの混生林の中の地上に生え、しばしば群生または列生する。

## 形態
傘の径は5 - 8センチメートル (cm) 程度で、最初はまんじゅう形から丸山形で、開くと中高の平らになり、中央がややくぼむ。幼菌のときは、縁が内側に巻く。傘表面の色は栗褐色および薄い黄褐色から赤褐色まで幅があり、湿っていると幼菌時に粘性を示すが、成長すると表面が繊維状になる。肉は白色で傷がつくと赤褐色に弱く変色する。
ヒダは密に配列し、柄に対して湾生し、最初は白色だが、傷つけたり古くなると赤褐色のシミが生じる。匂いを嗅ぐと不快臭がする。胞子は楕円形で1個の油球がある。
柄は長さ3 - 8 cmで、頂部が白色で粉状、下方がやや淡褐色。柄は上下とも同じくらいの太さで、ツバやつぼなどはない。中空か多少の随がある。

## 毒性
食べると下痢、嘔吐、腹痛などの胃腸系の食中毒を起こすことが知られている。マツタケの近縁であるが、地味な色合いで、いかにも食べられそうな見ための毒キノコで、クサウラベニタケやツキヨタケと並び、日本においてもっとも中毒例の多いキノコのひとつである。匂いや味に疑わしさがなく、キノコの形はいわゆるシメジ形で、「毒キノコは毒々しい色」という古くからの迷信にも当てはまらないため、多くの中毒者が出ているとも考えられている。マツ林や雑木林に発生するものを食べる地域もあるが、それらは別種のキノコである可能性も指摘されており、傘が褐色で粘性があり、ヒダに褐色のシミができるキノコを見たら食べない方がよいと注意喚起されている。広葉樹に生えるものを「毒のカキシメジ」、マツ林に生えるものを「食のマツシメジ」とするともいわれるが、非常に紛らわしく、いずれにしても確かではない。

### 有毒成分

カキシメジの毒成分・ウスタル酸の構造

毒成分は水溶性のウスタル酸（あるいはウスタリン酸とも。Ustalic acid）である。ウスタル酸は2002年になって発見された。なお青酸生産能もあるが、微量であるため中毒を起こすには至らない。

### 中毒症状
喫食後30分 - 3時間後で、Na+/K+-ATPアーゼを阻害して頭痛、腹痛、嘔吐、下痢、悪寒を引き起こすが、食量により変動する。医療機関により胃の内容物を吐かせ点滴療法により1 - 3日で回復する。腹痛を伴った中毒症状が現れるが、本種による死亡例は報告されていない。
| 発生年 | 発生件数 | 摂食者総数 | 患者数 |
| ------ | -------- | ---------- | ------ |
| 2000年 | 1件      | 10人       | 8人    |
| 2001年 | 2件      | 6人        | 6人    |
| 2002年 | 4件      | 16人       | 16人   |
| 2003年 | 1件      | 7人        | 4人    |
| 2004年 | 3件      | 8人        | 8人    |
| 2005年 | 2件      | 9人        | 9人    |
| 2006年 | 1件      | 5人        | 5人    |
| 2007年 | 0件      | 0人        | 0人    |
| 2008年 | 1件      | 4人        | 3人    |
| 2009年 | 1件      | 2人        | 2人    |

## 塩基配列解析に基づく細分化
「カキシメジ」と呼ばれるキノコの中には、有毒のものと無毒のもの、細部が異なるものがあることが指摘されており、これらには異なった和名や学名が与えられていた。
信州大学大学院の青木渉らが日本各地の「カキシメジ」及び Tricholoma ustale などのリボソームDNAのITS領域などを比較解析したところ、日本の「カキシメジ」は4つのクレードに分けられ、T. ustale のクレードとは一致しなかった。これらの4つのクレードは、胞子径と担子器径によって区別可能であった。
そして、国産の「カキシメジ」は、2021年に山田、青木らにより狭義のカキシメジ（T. kakishimeji）、マツシメジ（T. albobrunneum）、アザシメジ（T. stans）、カキシメジモドキ（T. kakishimejioides）の4種に分割・命名された。
その後、青木らが欧州の T. albobrunneum のタイプ標本などのデータを加えて検討した結果、2023年にマツシメジは T. albobrunneum とは別種と判明して T. matsushimeji の学名が与えられ、さらに利尻山のハイマツ樹下に自生するミヤママツシメジ（T. miyama-matsushimeji）が新種記載された。
これら5種のうち、狭義のカキシメジのみがウスタル酸を含み有毒であり、他の4種のうちマツシメジ、カキシメジモドキは強い苦みを持つ。

## 類似の食用種
外見が似ていて地上に生える食用のチャナメツムタケ（Pholiota lubrica）やクリフウセンタケ（Cortinarius tenuipes）、シイタケなどと間違われる場合がある。チャナメツタケは、傘の表面に白い鱗片があり、ヒダにシミが出来ない点でカキシメジとは異なる。また地方名では、食用であるニセアブラシメジ（クリフウセンタケ）をカキシメジと呼ぶ地域がある。
ヒメサクラシメジ（Hygrophorus capreolarius）やホンシメジ（Lyophyllum shimeji）と間違えて食べ、中毒事故を起こした事例もある。ヒメサクラシメジは傘が暗赤褐色であるが、カキシメジの柄の根元はやや膨らんでいるのに対し、ヒメサクラシメジには膨らみがない。
傘が乾燥してひびが入った様はマツタケ（Tricholoma matsutake）にも似ている。マツタケをはじめとする近縁の種も、カキシメジと同様にヒダに褐色のシミが出来る特徴を持つ。